# Nisjtja
Nisjtja (vitryska: Нішча, ryska: Нища) är ett vattendrag i Belarus. Det ligger i den norra delen av landet, 210 km norr om huvudstaden Minsk.